# Aeronautics

Aeronautics (івр. אירונאוטיקס, укр. Аеронавтика) — ізраїльська компанія, що спеціалізується на розробці та виробництві засобів і систем озброєння, зокрема — військових і комерційних безпілотних літальних апаратів (БПЛА), і систем забезпечення безпеки. Також надає консалтингові послуги в цих областях. В основному працює на зовнішньому ринку.
У вересні 2019 року компанію придбали Rafael та ізраїльський бізнесмен Авіхай Столеро.

## Історія
Компанія була заснована в 1997 році як стартап під назвою NETS Integrated Avionics Systems. З моменту свого створення компанія зосередилася на розробці дешевих мініатюрних безпілотних літальних апаратів і зуміла виділитися як на ізраїльському, так і на світових ринках. У 2000 році компанія представила найменшу у світі систему авіоніки, яка з часом перетворилася на БПЛА Orbiter масою 1 кг.
У 2004 році «Аеронавтика» випустила на ринок «Seastar» — одну з перших у світі безпілотних морських транспортних засобів.
У 2006 році компанія Aeronautics підписала з Нігерією угоду на 250 мільйонів доларів на поставку безпілотних літальних апаратів і безпілотних кораблів для захисту району дельти Нігеру, де зосереджені головні запаси нафти в країні.
У 2007 році Інтернет-підприємець Аві Шакед (засновник 888 Holdings) придбав 33 % акцій компанії за 20 мільйонів доларів.
У 2009 році партнери Viola Private Equity, заснована інвестором Шломо Довратом, придбали привілейовані акції компанії на суму 20 мільйонів доларів за оцінкою в 200 мільйонів доларів.
У 2012 році Aeronautics Orbiter 2 було обрано міністерством оборони Фінляндії; угода включала 55 БЛА.
29 серпня 2017 року Агентство з контролю за експортом оборони ізраїльського Міністерства оборони призупинило дію дозволу Aeronautics на експорт БПЛА моделі Orbiter 1K до Азербайджану. Цей крок відбувся після повідомлення про те, що представники компанії на прохання азербайджанських військових провели випробування своєї моделі Orbiter 1K у прямому етері проти вірменських сил у Нагірному Карабасі. За словами вірменських військових, внаслідок нападу 7 липня 2017 року двоє солдатів були легко поранені.

## Продукція

### Безпілотні літальні апарати (БПЛА)

#### Військового призначення
- Defense Dominator
- Aerostar
- Aerolight
- Orbiter
- Seastar

#### БПЛА і системи їх застосування в комерційних цілях
- Aerial ISR Solutions (AISR)
- Ground ISR Solutions (GISR)
- Skystar 300
- Skystar 100